# 岩崎隆
岩崎 隆（いわさき たかし、1937年 - ）は、日本の実業家。株式会社ノリタケカンパニーリミテド代表取締役社長や、同社代表取締役会長、中部経済同友会代表幹事などを務めた。

## 人物・経歴
京都府立洛北高等学校を経て、1960年同志社大学経済学部卒業、日本陶器株式会社（現ノリタケカンパニーリミテド）入社。1992年取締役に昇格。1994年常務取締役。1997年専務取締役。1998年取締役副社長。1999年から代表取締役社長を務め、2002年には社章を制定した。2004年代表取締役会長。2009年相談役。中部経済同友会代表幹事なども務めた。